# بروستر (نبراسکا)
بروستر(به انگلیسی: Brewster) شهری در ایالت نبراسکا کشور ایالات متحده آمریکا است که جمعیت آن در سرشماری سال ۲۰۱۰ میلادی، ۱۷ نفر بوده‌است.